# Bee×SWAT
Bee×SWAT（ビースワット）は、名古屋市を拠点に活動するロック系アイドルグループである。通称びーすわ。2017年9月15日より7FACE8（泣きっ面に蜂）に改名した。通称なきっぱち。

## 概要
2016年11月1日、ハニカムプロモーションが送り出す第二のアイドルグループとして、七碧ティナ、一美戀、天星るな、一むこ、大長光舞音の5名でデビューした。
2017年3月、初期メンバーの天星るなが蜂蜜★皇帝に移籍し、同年5月、七碧ティナ、大長光舞音の2名が退所。その後、芹沢華那、彩木花の2名が加入し、同年9月15日より7FACE8（泣きっ面に蜂）に改名。
2017年12月、一むこ、芹沢華那の2名が退所し、2018年1月、一美戀が蜂蜜★皇帝に移籍。

## メンバー

### 七碧ティナ
【初期メンバー】（ななみ てぃな）
ブルー担当。愛称はななてぃ。「BEE×SWAT」立ち上げ時に同じハニカムプロモーションの「蜂蜜★皇帝」から社内移籍した。
生年月日は1993年12月8日。愛知県豊橋市出身。姉がいる。T156・B88・W58・H90・Dカップ。
2017年5月13日、事務所及びグループを退所。

### 一美戀
【初期メンバー】（にのまえみこ）
フレッシュオレンジ担当。誕生日は12月9日。ニックネームは、みこ氏。特技はギター、趣味はカラオケに行くこと。好きな食べ物は、マカロン。むこの姉。
2018年1月14日から「蜂蜜★皇帝」に社内移籍し、2020年8月30日に卒業ライブ開催。

### 天星るな
【初期メンバー】（あまほしるな）
ショッキングピンク担当。2017年3月、「蜂蜜★皇帝」に社内移籍。

### 一むこ
【初期メンバー】（にのまえむこ）
ポイズンパープル担当。誕生日は2月3日。ニックネームは、むこてゃん。特技は泥団子ぴかぴかに磨くこと、趣味はネトゲ。好きな食べ物は、オムライス。美戀の妹。
2017年12月いっぱいで退所。

### 大長光舞音
【初期メンバー】（おおながみつまおん）
レッドベアード担当。2017年5月10日をもって退所。

### 芹沢華那
【追加メンバー】（せりざわかな）
担当カラーは、青。誕生日は4月19日。ニックネームは、かなやん。特技はベース、趣味はライブに行く。好きな食べ物は、チョコレート。
2017年6月、「Bee×SWAT」に加入。2017年12月いっぱいで退所。

### 彩木花
【追加メンバー】（あやきはな）
担当カラーは、緑。誕生日は9月6日。ニックネームは、はなちゃ。特技はテニス、趣味はお菓子作り。好きな食べ物は、肉。研究生から「Bee×SWAT」に加入し、2017年8月にメンバーとして初ライブ。